# كارل براون (أستاذ جامعي)
كارل براون (بالألمانية: Carl Braun Ritter von Fernwald)‏ هو طبيب توليد ‏ نمساوي، ولد في 22 مارس 1822 في Zistersdorf ‏ في النمسا، وتوفي في 1891 في فيينا في النمسا.